# Podgrab
Podgrab är ett samhälle i Bosnien och Hercegovina.   Det ligger i entiteten Republika Srpska, i den sydöstra delen av landet, 29 km öster om huvudstaden Sarajevo. Podgrab ligger 735 meter över havet och antalet invånare är 583.
Terrängen runt Podgrab är huvudsakligen kuperad. Podgrab ligger nere i en dal.
I omgivningarna runt Podgrab växer i huvudsak lövfällande lövskog. Runt Podgrab är det ganska tätbefolkat, med 93 invånare per kvadratkilometer.